# Eugène Mage

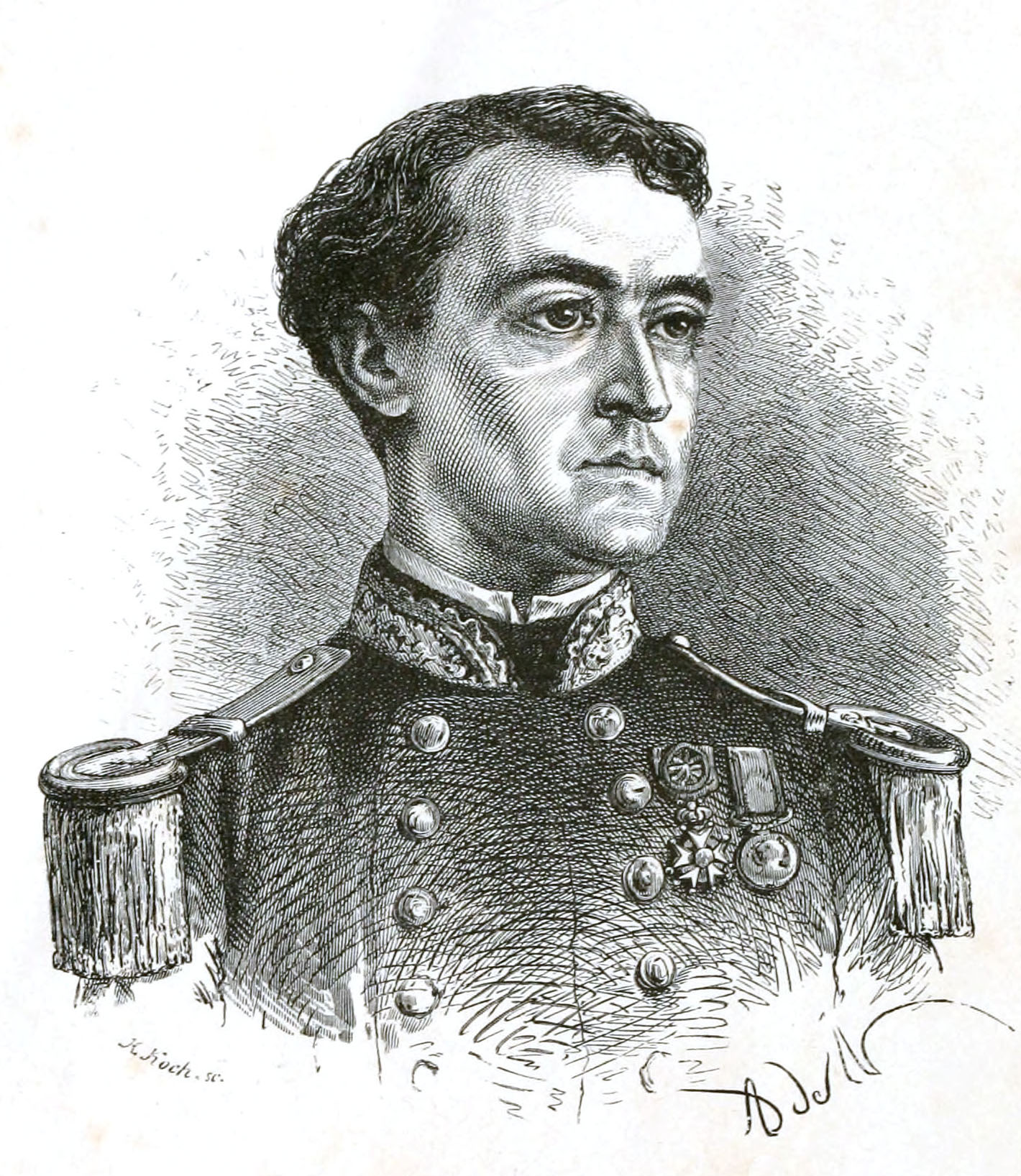
Eugène Abdon Mage

Eugène Abdon Mage, eigentlich Abdon-Eugène Mage [øˈʒɛn abˈdɔ̃ maʒ] (* 30. Juli 1837 in Paris; † 19. Dezember 1869) war ein französischer Marineoffizier und Afrikareisender und Kartograf.

## Leben
Mage war ein Sohn von Abdon-Jean-René Mage (* 1799), eines Direktors einer Privatschule in der rue Notre-Dame-des-Champs in Paris. Seine Mutter, Henriette Cattant (geborene Le Bas, * 1803), entstammte einer gutbürgerlichen Familie aus dem Norden Frankreichs. Er wurde von seinem Vater unterrichtet und besuchte ab Oktober 1849 die Vorbereitungskurse für die Marineschule und absolvierte am 3. Oktober 1850, im Alter von 13 Jahren, die Aufnahmeprüfung für die Marineakademie. Er kam an Bord des Schulschiffs Borda und verließ das Schiff nach zwei Jahren der Ausbildung im Rang eines Aspiranten. Er nahm an mehreren Fahrten teil, unter anderem in den Pazifik, nach Peru, Tahiti und Neukaledonien. 1855 wurde er zum Fähnrich ernannt. Er wurde bald der Marinestation an der Westküste Afrikas zugeteilt, wo er von 1856 bis 1858 unterschiedliche Dienste versah.
Er nahm im Rahmen der Mission zur Bekämpfung des illegalen Handels an der Überwachung der Küsten des Golfs von Guinea teil, kümmerte sich um die Versorgung kleiner französischer Garnisonen, half bei der Überwachung der Aktionen der Engländer und wurde flexibel mit unterschiedlichen Aufgaben betraut. Nach einem Aufenthalt im Krankenhaus von Gorée wurde er 1858 dem General Louis Faidherbe im Gebiet des späteren Senegal unterstellt und zeichnete sich 1859 bei mehreren Militärexpeditionen unternahm von dort aus, so beispielsweise bei der Siné-Expedition oder der Eroberung des Dorfes Guémou gegen die Truppen von El-Hadj Omar. 1860 unternahm Mage auf Weisung Faidherbes eine erste Erkundungsmission zum Oberlauf des Senegal und nach Tagant (im heutigen Mauretanien). Diese Region war durch ihre Gummibaumbestände zu Reichtum gekommen, was zu Unruhen und Unzufriedenheit geführt hatte. Er sollte die Konflikte mit Bakar, dem Anführer der Gummihändler schlichten und zugleich die Gegend erkunden, insbesondere die Wege nach Tichitt, einer Stadt, die damals als einer der wichtigsten Knotenpunkte des Sahara-Handels galt. Später erforschte er die Flüsse Saloum und Sine nördlich des Gambia. Er fungierte zudem als Kartograf.
1863 begleitete Mage den Marinearzt Louis Quintin von Medina (Saudi-Arabien) aus über Bafoulabé, Kita, Nioro du Rip und Diangounté zum Oberlauf des Niger, wo er den Fluss zwischen Koulikoro und Sansanding zu kartografieren versuchte. Grundsätzlich diente diese Reise aber den Handelsinteressen, welche Quintin vertrat.
Mage erreichte im Februar 1864 Ségou (im heutigen Mali), wo er zwei Jahre lang festgehalten wurde, ehe er im Juni 1866 die Rückreise antreten durfte.
Durch ihre astronomischen Bestimmungen und Aufnahmen haben Mage und Quintin die Karte des westlichen Sudan sehr verbessert und vervollständigt. Mage beschrieb diese Reise in seinen Werken.
Mage ertrank am 19. Dezember 1869, als er mit der von ihm geführten Korvette Gorgone bei Brest Schiffbruch erlitt.

## Werke
- Relation d’un voyage d’exploration au Soudan occidental. Paris 1867.
- Voyage dans le Soudan occidental (Sénégambie-Niger). L. Hachette, Paris 1868 (französisch, archive.org).